# Zweikomponentenkleber

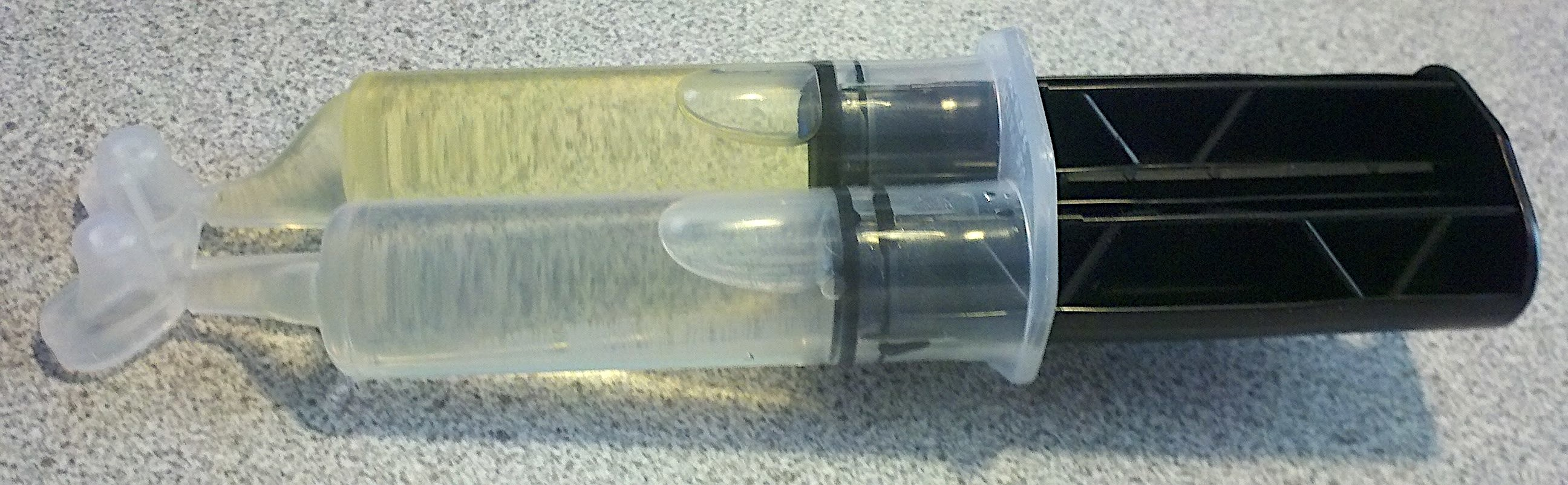
Epoxyleim

Zweikomponentenkleber, auch Zweikomponentenklebstoff oder 2K-Kleber genannt, ist ein Klebstoff, der aus verschiedenen Komponenten (Harz und Härter) besteht. Durch Vermischen der beiden Komponenten unmittelbar vor der Anwendung wird meist bereits bei Raumtemperatur die Aushärte-Reaktion gestartet. Zweikomponentensysteme härten durch chemische Reaktionen wie Polyaddition, Polykondensation und Kettenpolymerisation aus. 
Beispiele für zweikomponentige Klebstoffe:
- Ungesättigte Polyesterharze (UP-Harze)
- Epoxidharze (EP-Harze)
- Methylmethacrylatklebstoff
- Fibrinkleber (Medizin)